# 圣米格尔德尔罗夫莱多
圣米格尔德尔罗夫莱多，是西班牙卡斯蒂利亚-莱昂萨拉曼卡省的一个市镇。 总面积10平方公里，总人口97人（2001年），人口密度10人/平方公里。